# George Randolph Barse
George Randolph Barse Jr. (Detroit, 31 luglio 1861 – Katonah, 25 febbraio 1938) è stato un pittore statunitense.

## Biografia

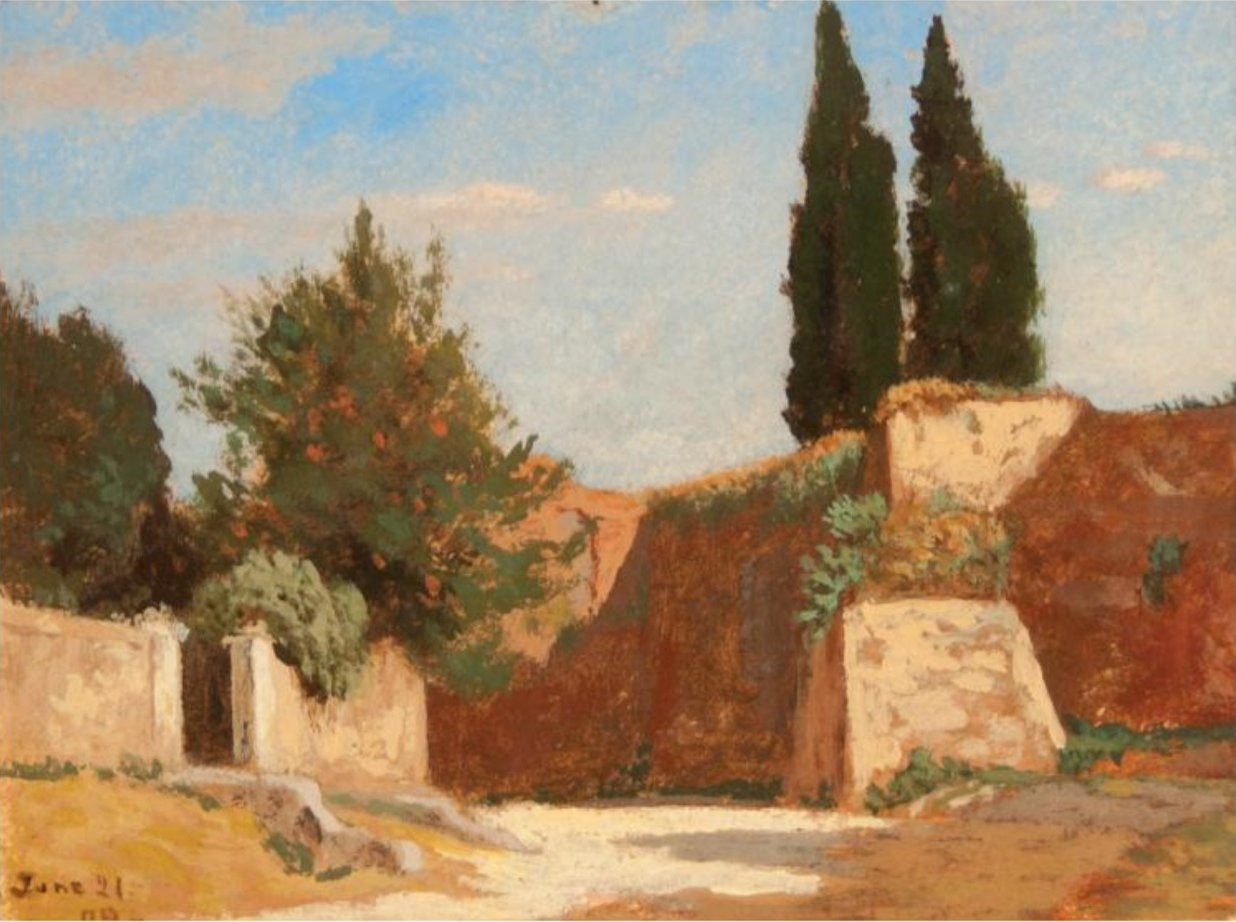
George Randolph Barse, Valle Aurelia, 1879

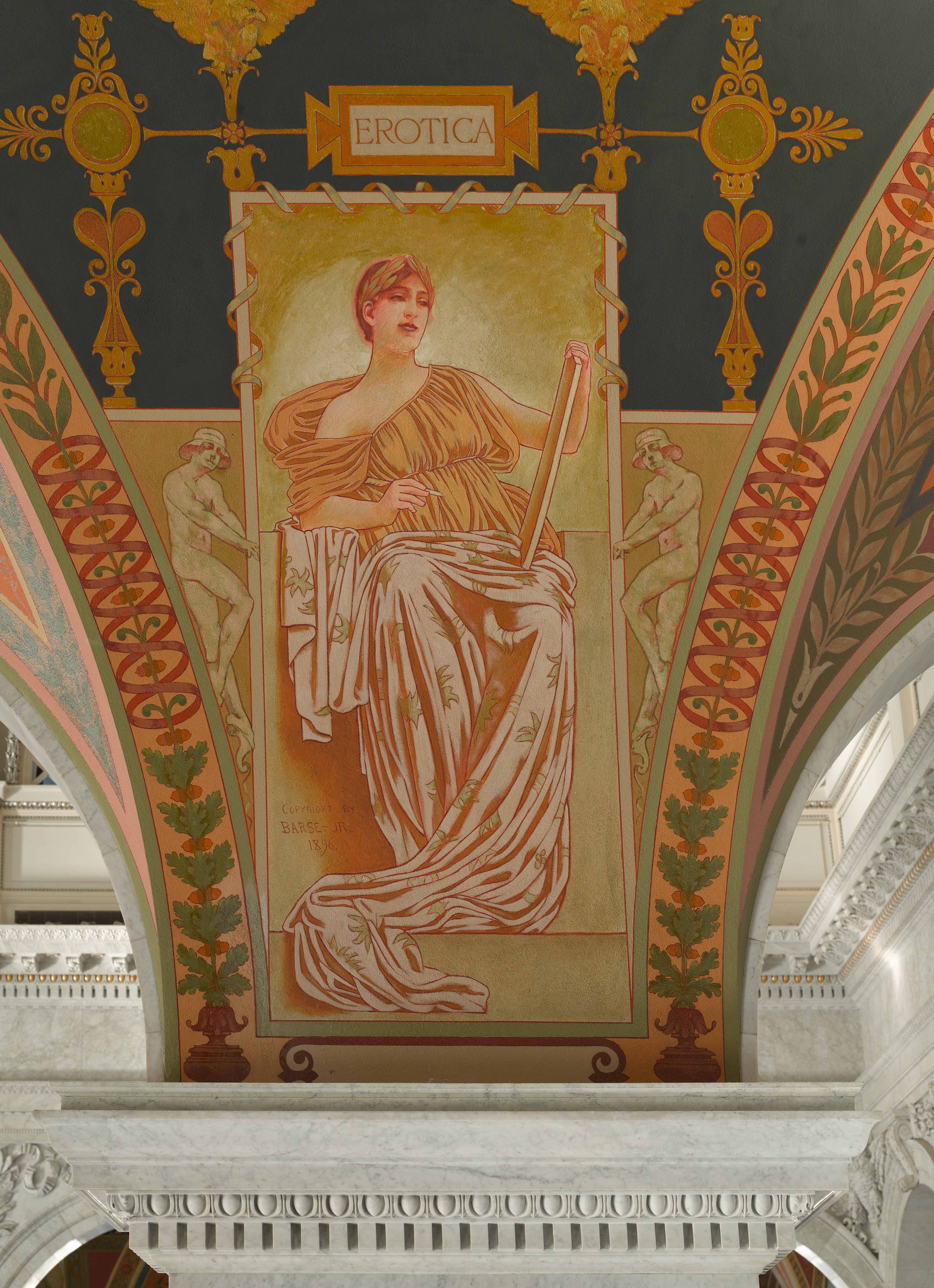
Erotica, affresco 1870, Library of Congress (Washington)

Nacque da George Randolph Barse Sr., e Susan Peironnet.
George Randolph Barse studiò alla scuola pubblica a Kansas City e dal 1879 al 1785 visse una esperienza formativa a Parigi, dove frequentò per cinque anni l'École nationale supérieure des beaux-arts, sotto la guida di Alexandre Cabanel. All'Académie Julian fu allievo di Jules Joseph Lefebvre e di Gustave Boulanger.
Barse tornò a New York e poi ripartì per l'Europa nel 1889. Trascorse sei anni in Italia e sull'Isola di Capri conobbe la modella Rosina Ferrara, musa ispiratrice di John Singer Sargent e di altri pittori stranieri. Si sposarono a Roma nel 1891 e si trasferirono negli Stati Uniti.
Per il dipinto Notte e declino del giorno ricevette il premio Shaw di 1.500 dollari, nel 1898, offerto dalla National Academy of Design.
Nel 1895 Barse dipinse ad affresco otto pannelli allegorici alla Library of Congress (Biblioteca del Congresso) a Washington: erano figure della serie Literature, nell'edificio "Thomas Jefferson". Entrò come membro associato alla National Academy of Design, nel 1898 e ne divenne membro effettivo, nel 1900. Dal 1904 visse a Katonah, (New York).
Rosina morì nel 1934 di polmonite. Quattro anni più tardi Barse si uccise. Dopo la sua morte, per interessamento del suo amico Hattie Bishop Speed, pianista filantropo e umanista, molte sue opere furono acquisite dallo Speed Art Museum a Louisville (Kentucky).
Sue opere si trovano anche al Carnegie Museum of Art di Pittsburgh e alla Vanderpoel Memorial Art Gallery a Chicago.